# ТЕС Рангпур
25°39′33″ пн. ш. 89°16′18″ сх. д. / 25.65917° пн. ш. 89.27167° сх. д.
ТЕС Рангпур – електрогенеруючий майданчик на північному заході Бангладеш, створений компанією Confidence Power. 
В 21 столітті на тлі стрімко зростаючого попиту у Бангладеш почався розвиток генеруючих потужностей на основі двигунів внутрішнього згоряння, які могли бути швидко змонтовані. Зокрема, в 2019-му у Рангпурі почала роботу електростанція компанії Confidence Power. Вона має 16 генераторних установок Rolls Royce B32:40V16AH потужністю по 7 МВт. Відпрацьовані ними гази потрапляють у 16 котлів-утилізаторів продуктивністю по 2,5 тони пари на годину, від яких живляться дві парові турбіни MAN MARIM 4C2 з показниками по 3,2 МВт. За договором із державною електроенергетичною корпорацією Bangladesh Power Development Board майданчик Confidence Power має гарантувати поставку 113 МВт електроенергії. 
Як паливо станція використовує нафтопродукти.
Видача продукції відбувається по ЛЕП, розрахованій на роботу під напругою 132 кВ.